# Заурорнитоидес
Заурорнитоидес (лат. Saurornithoides) — род тероподных динозавров из семейства троодонтид, обитавших во времена позднемеловой эпохи (83,6—66,0 млн лет назад) на территории современных Китая, Монголии и США. В род включают только типовой вид Saurornithoides mongoliensis, ещё один вид, ранее относимый к роду, Saurornithoides junior, выделен в род Zanabazar.

## Этимология
Родовое название происходит от слов др.-греч. σαῦρος — «ящерица», ὄρνις — «птица» и εἶδος — «вид, внешность», которые указывают на сходство рода с птицами, буквально — «ящер, похожий на птицу». Видовое название типового вида лат. mongoliensis дано по месту его обнаружения — Монголии.

## Описание

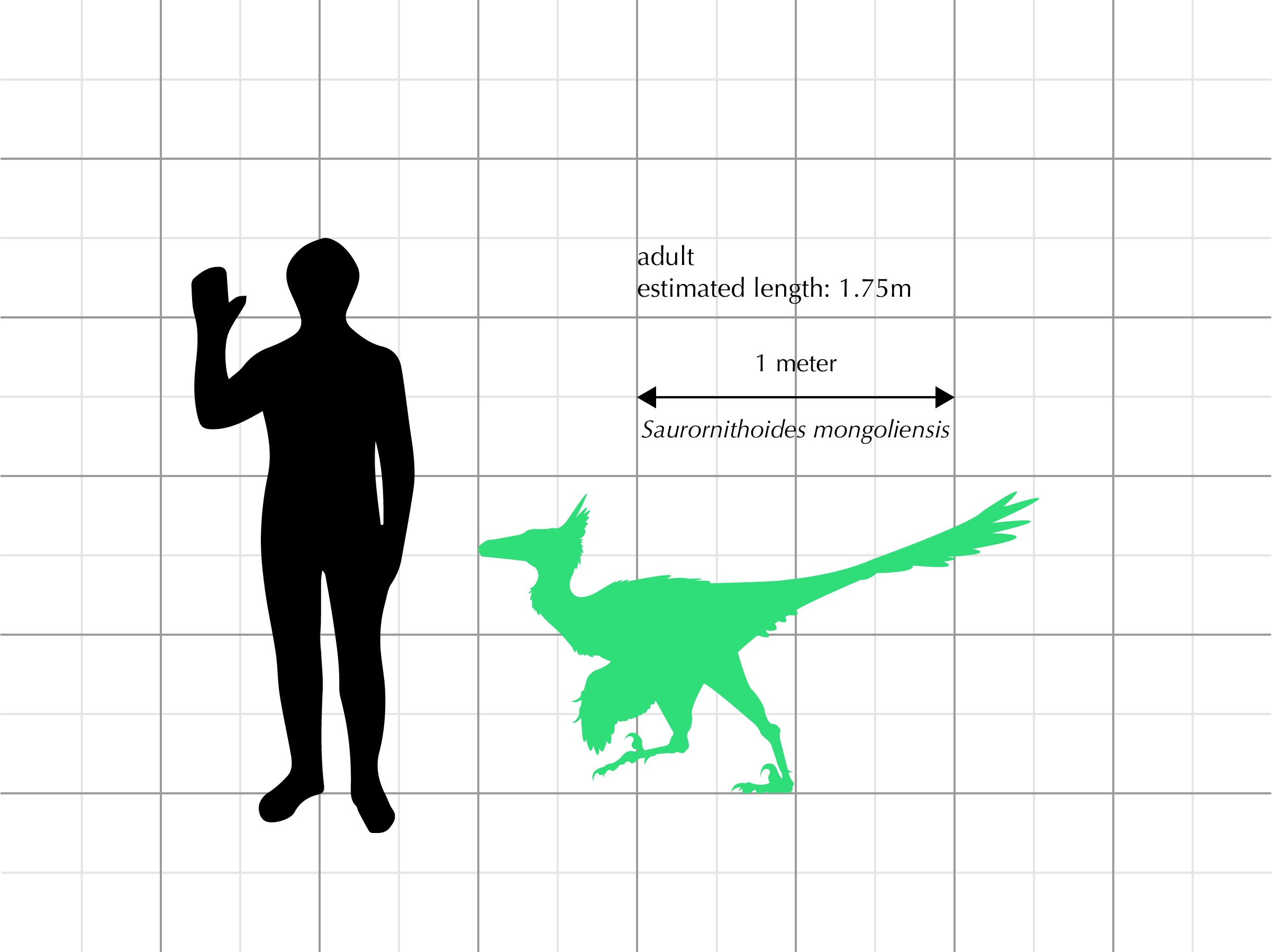
Сравнение размеров заурорнитоидеса и человека

Впервые был обнаружен в пустыне Гоби, в основном известен по неполным скелетам.
Плотоядный динозавр. Длина 3 м, высота 2 м, масса 55 кг. Череп удлинённый, сдавленный вертикально. Обладал острыми зубами и относительно большим мозгом. Поскольку у него имелись большие глазницы, предполагается, что заурорнитоидес охотился в основном по ночам. Длинные тонкие задние конечности позволяли динозавру спокойно перебегать большие расстояния.
Заурорнитоидес является членом семейства троодонтид, группы маленьких, похожих на птиц, грациозных манирапторов. Все троодонтиды имеют много уникальных особенностей черепа, таких как близко расположенные зубы в нижней челюсти и большое количество зубов. Они имели серповидный коготь на втором пальце каждой из задних лап, а также одни из самых высоких коэффициентов энцефализации, не свойственных птицам, что означает, что они были продвинуты в социальном поведении и имели острое обоняние.